# John Morrison et The Miz
Vous lisez un « bon article » labellisé en 2012.
Cet article concerne l'équipe composée de John Morrison et du Miz. Pour consulter les articles des deux catcheurs, voir John Morrison et The Miz.
Palmarès
WWE World Tag Team Championship (1 fois) 
WWE Tag Team Championship (1 fois) 
 WWE SmackDown Tag Team Championship (1 fois)
John Morrison et The Miz (John Morrison and The Miz en anglais) est une équipe de catch (lutte professionnelle) composée des deux catcheurs professionnels éponymes, tous deux participants de l'émission WWE Tough Enough. Formé en novembre 2007, le duo luttait à la World Wrestling Entertainment, principalement dans la division ECW (ECW) puis dans les divisions Raw et SmackDown, créées en 2002 lors de la séparation du personnel de la WWE en deux promotions distinctes. Le groupe, n'ayant pas de nom officiel, est souvent désigné par « The In Crowd » ou encore « The (self–proclaimed) Greatest Tag Team of the 21st Century », à savoir la « plus grande équipe de catch (autoproclamée) du XXIe siècle ».
En 2007, John Morrison et The Miz remportent le championnat par équipe de la WWE et décident alors de s'associer. Ils parviennent à défendre leur titre à de nombreuses reprises, dans les divisions ECW et SmackDown, avant de le céder à Curt Hawkins et Zack Ryder en juillet 2008 lors du pay-per-view The Great American Bash. Pendant leur règne, ils adoptent un gimmick de catcheurs arrogants, prétentieux et vaniteux, qui se moquent de leurs collègues à travers une web-série nommée The Dirt Sheet et un mini-programme du même nom diffusé dans les épisodes hebdomadaires de l'ECW. En décembre 2008, ils remportent le Slammy Award de la meilleure équipe de l'année et décrochent dans la foulée le championnat du monde par équipe. Le duo se sépare en 2009 lors du draft annuel de la WWE ; The Miz est transféré dans la division Raw tandis que Morrison est sélectionné dans la division SmackDown.
The Miz, qui lutte désormais en solitaire, ajoute à son palmarès le championnat des États-Unis, le championnat par équipes unifié, ainsi que celui de la WWE. Morrison tente alors à de nombreuses reprises de détrôner son ex-partenaire, notamment en remportant le championnat Intercontinental, sans succès. En décembre 2011, la WWE annonce le départ de John Morrison, qui n'a pas renouvelé son contrat avec la fédération.
En 2020, le duo se reforme à la suite du retour de Morrison à la WWE.

## Carrière de l'équipe

### Formation du duo et premiers succès (2007-2008)

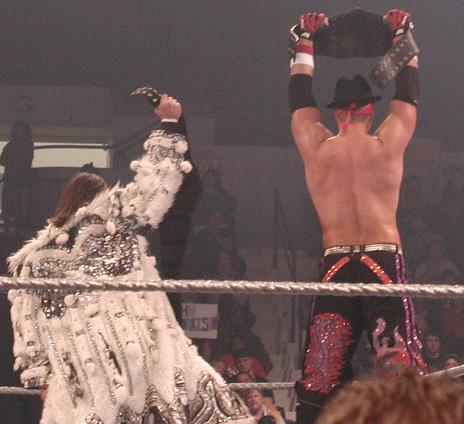
John Morrison et The Miz arborent fièrement au public leurs championnats par équipes de la WWE.

Au mois d'octobre 2007, avant de lutter en duo, John Morrison et The Miz sont rivaux car tous les deux sont prétendants au championnat de l'ECW détenu par CM Punk. Cependant, dans les semaines suivantes, ils mettent leur rivalité de côté et s'allient. Le 16 novembre à SmackDown, ils remportent les championnats par équipes face à MVP et Matt Hardy. Pendant leur règne, ils adoptent un gimmick de catcheurs arrogants, prétentieux et vaniteux, qui se moquent de leurs adversaires à travers une web-série nommée The Dirt Sheet et un mini-programme du même nom diffusé dans les épisodes hebdomadaires de l'ECW,.
C'est finalement lors de l'édition 2008 du Great American Bash, au mois de juillet, que le duo perd son titre de champions par équipes dans un Fatal Four Way Tag Team match, au profit de Curt Hawkins et Zack Ryder,.
Lors l'édition 2008 de Cyber Sunday, ils battent la Cryme Tyme.
Lors des Survivor Series, ils sont dans l'équipe de JBL, mais elle est vaincue par celle de Shawn Michaels (avec Rey Mysterio, The Great Khali et Cryme Tyme),.

### Consécration puis séparation (2008-2009)

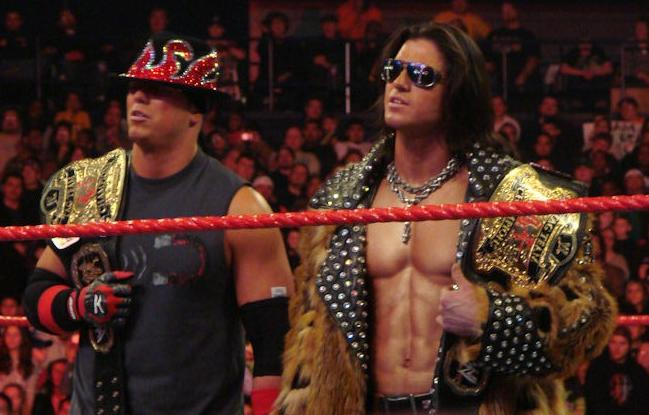
The Miz et John Morrison ont remporté deux Slammy Awards et le championnat du monde par équipe.

Le 8 décembre 2008, lors d'une émission spéciale de Raw où les meilleurs employés de la fédération sont récompensés, John Morrison et The Miz remportent le prix de l'équipe de l'année (Tag Team of the Year) ainsi que celui du meilleur contenu sur le site de la WWE (Best WWE.com Exclusive),,. Cinq jours plus tard, lors d'un house show à Hamilton, en Ontario, ils deviennent champions du monde par équipe en battant CM Punk et Kofi Kingston,,. S'ensuit alors une rivalité avec The Colóns (Carlito et Primo Colón), les champions par équipes de la WWE,,.
La rivalité atteint son paroxysme lorsque les deux équipes acceptent de mettre en jeu leurs titres respectifs à WrestleMania XXV, afin de les unifier. La rencontre (non télévisée) est un Lumberjack tag team match, dans lequel d'autres catcheurs se positionnent autour du ring et attaquent quiconque se trouvant hors de l'enceinte. The Miz et son coéquipier doivent céder leur titre au bout de huit minutes de combat, lorsque Primo effectue le tombé sur Morrison après un Backstabber,.
La séparation de l'équipe a lieu lors du septième draft annuel de la WWE, où le Miz est drafté à Raw, alors que Morrison est lui envoyé à SmackDown,,.

### Rivalité entre John Morrison et The Miz (2009-2011)

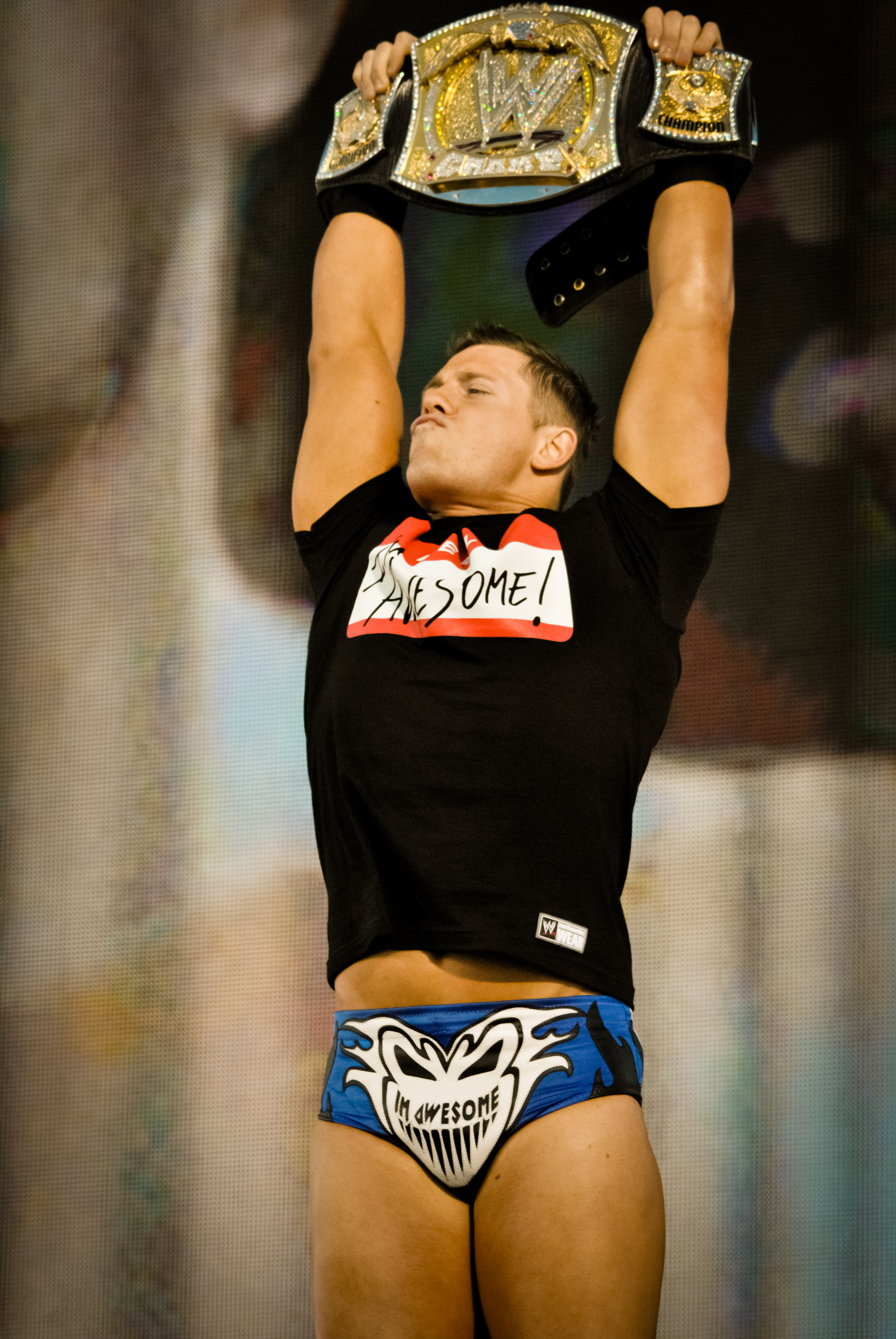
John Morrison tentera à de nombreuses reprises de détrôner son ex-partenaire The Miz, champion de la WWE entre novembre 2010 et mai 2011.

À la suite de cet événement, John Morrison et The Miz mettent un terme à leur alliance.
Lors de l'édition 2009 des Survivor Series, l'équipe du Miz bat celle de Morrison,. Enfin, lors de l'édition 2009 de WWE Tribute to the Troops, The Miz prend à nouveau le dessus sur son adversaire grâce à un roll-up,.
Lors de Money in the Bank, le Miz remporte la mallette,, qu'il utilise avec succès sur Randy Orton en novembre 2010. The Miz devient alors pour la première fois champion de la WWE.
Le 18 avril 2011, Morrison bat R-Truth, ce qui lui permet de prendre part au match de championnat à Extreme Rules, un Steel Cage match avec The Miz et John Cena,. Morrison n'est cependant toujours pas récompensé, la victoire allant à Cena.
Leur dernière confrontation se déroule le 28 novembre 2011. Morrison lutte alors pour la dernière fois à la WWE. Avant le combat, il est violemment attaqué par le Miz, perd le match, puis il est évacué sur une civière. Le lendemain, la WWE annonce le départ de John Morrison, le catcheur n'ayant pas renouvelé son contrat avec la fédération.

### Reformation de l'équipe (2020-2021)

#### Champions par équipes deSmackDown, Draft àRaw, The Miz champion de la WWE et séparation (2020-2021)
Le 3 janvier 2020 à SmackDown, The Miz perd face à Kofi Kingston. Après le match, il effectue un Heel Turn, car il attaque son adversaire. Plus tard, John Morrison fait son retour et sort du vestiaire du Aleister. Le 26 janvier au Royal Rumble, les deux catcheurs entrent dans le Men's Royal Rumble match en 5e et 17e positions, mais se font éliminer par Brock Lesnar et le futur vainqueur, Drew McIntyre. Le 27 février à Super ShowDown, ils deviennent les nouveaux champions par équipes de SmackDown en battant The New Day (Big E et Kofi Kingston). Le 8 mars à Elimination Chamber, ils conservent leurs titres en battant les Usos, le New Day, les Dirty Dawgs, Heavy Machinery et Lucha House Party dans un Men's Elimination Chamber Tag Team match.
Le 4 avril à WrestleMania 36, John Morrison conserve les titres en battant Kofi Kingston et Jimmy Uso dans un Triple Threat Ladder match. Le 17 avril à SmackDown, The Miz ne conserve pas les ceintures, battu par Big E dans un Triple Threat match qui inclut également Jey Uso, ce qui met fin à un règne de 50 jours. Le 14 juin à Backlash, les deux catcheurs ne remportent pas le titre Universel, battus par Braun Strowman dans un 2-on-1 Handicap match.
Le 9 octobre à SmackDown, lors du Draft, les deux catcheurs sont annoncés être officiellement transférés à Raw. Le 25 octobre à Hell in a Cell, The Miz devient le nouveau M. Money in the Bank, pour la seconde fois, en battant Otis. Pendant le combat, Tucker effectue un Heel Turn et attaque son propre partenaire. Le 22 novembre lors du pré-show aux Survivor Series, il remporte la Dual Brand Battle Royal en éliminant en dernier Dominik Mysterio. Le 20 décembre à TLC, son partenaire lui fait encaisser sa mallette durant le TLC match entre Drew McIntyre et AJ Styles, pour le titre de la WWE, ce qui transforme le combat en Triple Threat TLC match, mais il ne remporte pas la ceinture. Huit soirs plus tard à Raw, il perd face à Gran Metalik. Plus tard, Adam Pearce lui rend sa mallette, car comme c'est son partenaire, et non lui, qui l'a utilisée lors du PLE précédent, la règle n'a pas été respectée et l'utilisation de la mallette a été invalidée.
Le 31 janvier 2021 au Royal Rumble, les deux catcheurs entrent respectivement dans le Men's Royal Rumble match en 11e et 15e position, mais se font éliminer par Damian Priest. Le 21 février à Elimination Chamber, après la conservation du titre de la WWE de Drew McIntyre dans le Men's Elimination Chamber match et l'attaque de Bobby Lashley sur celui-ci, The Miz encaisse sa mallette sur le catcheur écossais, redevient champion de la WWE, pour la seconde fois, en le battant et devient le premier catcheur à devenir double Grand Slam Champion. Le 1er mars à Raw, il ne conserve pas sa ceinture, battu par The All Mighty par soumission, ce qui met fin à un règne de 8 jours.
Le 10 avril à WrestleMania 37, les deux catcheurs perdent face à Bad Bunny et Damian Priest. Le 16 mai à WrestleMania Backlash, il reperd face au catcheur portoricain dans un Lumberjack match. Blessé à la jambe durant le combat, il fait désormais des apparitions à Raw en fauteuil roulant aux côtés de son partenaire.
Le 23 août à Raw, il fait son retour de blessure après 3 mois d'absence, mais perd face à Xavier Woods. Après le combat, il attaque son désormais ex-partenaire dans le dos, ce qui met fin à leur alliance.
Le 18 novembre, John Morrison est renvoyé par la compagnie.

## Palmarès de l'équipe
- World Wrestling Entertainment
  - 1 fois WWE Tag Team Championship[réf. nécessaire].
  - 1 fois World Tag Team Championship[14].
  - 1 fois WWE SmackDown Tag Team Championship
  - Slammy Award de l'équipe de l'année (Tag Team of the Year) en 2008[11],[12].
  - Slammy Award du meilleur contenu sur le site de la WWE (Best WWE.com Exclusive) en 2008[11],[13].
- Wrestling Observer Newsletter
  - Équipe de l'année (Tag Team of the Year) en 2008[59].
  - Catcheur qui s'est le plus amélioré (Most Improved) en 2008 et en 2009 (The Miz)[60].
  - Quatorzième (ex aequo) meilleure équipe de la décennie 2000-2009 (Best Tag Team of the Decade)[61].